# Albert Talavera Sabater
Albert Talavera Sabater (Sarral, 1888 – Tarragona, 1970) fou un polític i cooperativista català. Estudià dret i va fer de notari, però el 1913 va fundar a Sarral el Sindicat de Vinyaters i es va convertir en un dels puntals del cooperativisme agrari entre els pagesos vitícoles. Fou membre fundador el 1916 de la Federació Agrícola de la Conca de Barberà amb Josep Cabeza i Coll, Josep Maria Rendé i Ventosa i Joan Poblet i Teixidó, en fou gerent, secretari i tresorer. Entre 1914 i 1936 també va publicar nombrosos articles a la premsa local sobre temes agrícoles. Catalanista conservador, fou seguidor de Francesc Cambó i Batlle i alcalde de Montblanc per la Lliga Regionalista. En 1930 va fundar el Sindicat de Pagesos de Catalunya per oposar-se al control sobre els abusius preus de venda dels adobs. A les eleccions generals espanyoles de 1931 fou candidat de la Lliga per la província de Tarragona però no fou escollit, tot i que fou el candidat no elegit més votat. Fou força crític amb la polític agrària de la Generalitat de Catalunya durant la Segona República Espanyola. Entre gener i febrer de 1936 fou Comissari de la Generalitat a les Comarques de Tarragona (equivalent a president de la Diputació de Tarragona).
Després de la guerra civil espanyola no se li permeté fer política degut al seu passat catalanista i continuà exercint com a advocat.